# Karl Ferdinand Adam
Karl Ferdinand Adam (Constappel, Saxònia, 22 de desembre de 1806 – Geisnig, Saxònia, 23 de desembre de 1868) fou un distingit compositor de música alemany on estava contractat com a cantant.